# Kepler-10
Kepler-10 è una stella nella costellazione della Dragone, distante 564 anni luce dal sistema solare. Osservata nell'ambito della missione Kepler, nel 2011 orbitanti attorno alla stella sono stati scoperti due pianeti extrasolari, Kepler-10 b e Kepler-10 c.
Kepler-10 è una stella molto somigliante al Sole; ha un raggio di 1,06 R⊙ ed una massa del 91% di quella del Sole. Pare piuttosto vecchia, e anche se esiste un grande margine di incertezza la stella potrebbe avere oltre 10 miliardi di anni di vita alle spalle

## Sistema planetario

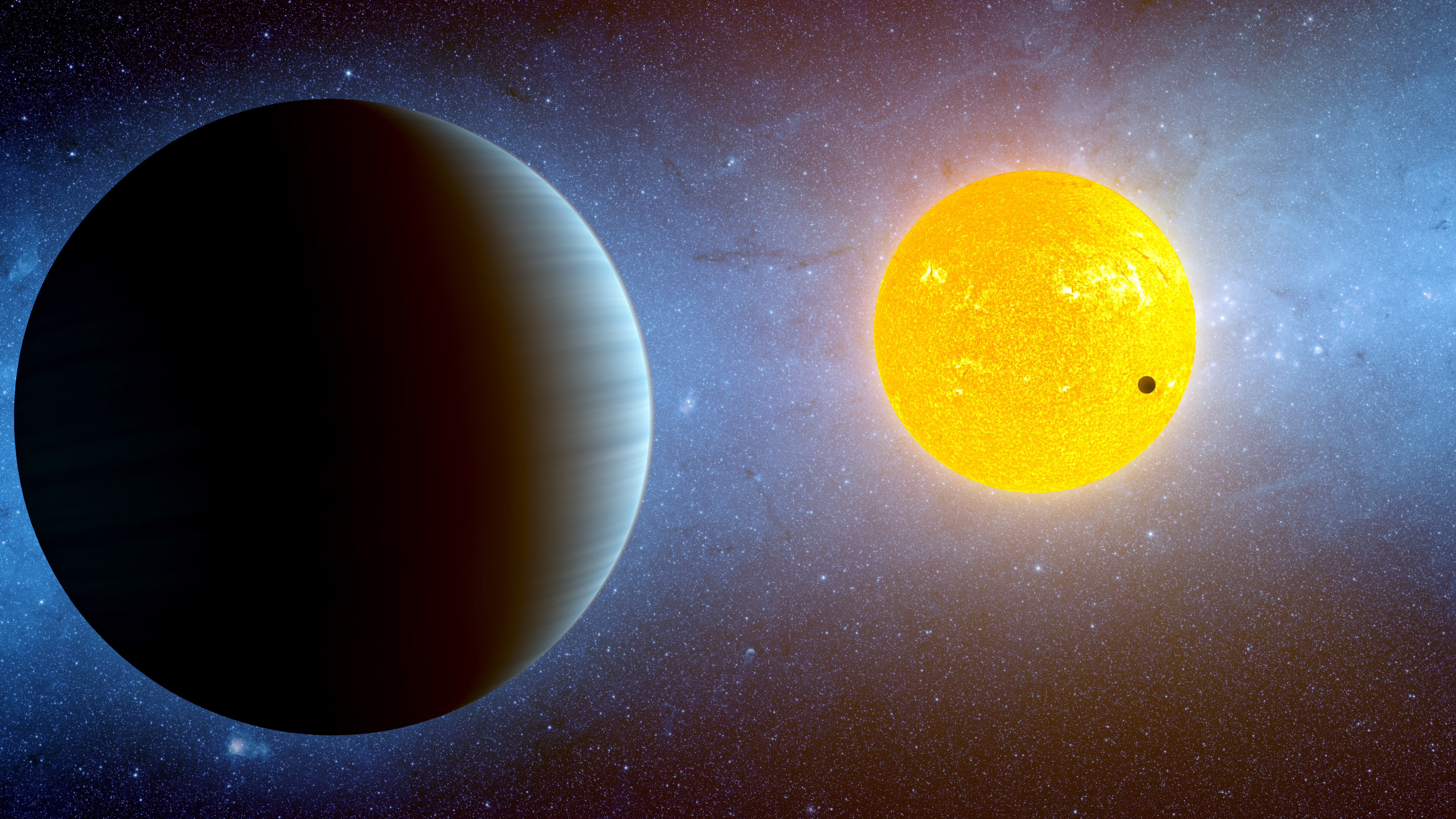
Kepler-10 vista dal suo pianeta più esterno in un'immagine artistica (NASA/Ames/JPL-Caltech).

Kepler-10 b è stato definito il primo pianeta roccioso extrasolare scoperto, la notizia è stata pubblicata nel gennaio del 2011 dopo qualche tempo di osservazioni. Il pianeta ruota piuttosto vicino alla propria stella, ad una distanza media di 0,017 UA, che equivalgono a 2,5 milioni di chilometri, un ventesimo della distanza che divide Mercurio dal Sole. Impiega meno di un giorno ad effettuare una rivoluzione attorno alla stella madre, ed ha una massa stimata in 3,3±0,49 M⊕ ed un raggio 1,47 volte quello della Terra.
Kepler-10 c è invece stato scoperto nel maggio del 2011; è più grande di b, ha un raggio 2,35 volte quello terrestre ed orbita a circa 0,25 UA di distanza dalla stella, in un periodo di 45 giorni Uno studio del 2014 stimò la sua massa in 17,2±1,9 volte quella della Terra, e fu considerato come un nuovo tipo di pianeti, una mega Terra con massa paragonabile a quella di Nettuno ma con superficie probabilmente solida, per via della sua alta densità.. 
Tuttavia successivi studi hanno ridimensionato significativamente la sua massa in 7,37 M⊕, per cui si tratterebbe più probabilmente di un mininettuno con abbondante atmosfera ricca di gas volatili come idrogeno ed elio.
Nel 2017 è stata suggerita la presenza di un terzo pianeta, Kepler-10 d, confermato nel 2023. Orbita in 102 giorni alla distanza di 0,5379 UA e della sua massa è noto solo il valore minimo, di circa 12,7 volte quella terrestre.
Prospetto del sistema
Nella tabella sottostante un prospetto del sistema di Kepler-10 con i dati aggiornati al 2025 che incrementano massa e densità di Kepler-10 b e confermano la presenza di Kepler-10 c:
| Pianeta                          | Massa         | Raggio   | Periodo orb.  | Sem. maggiore | Eccentricità | Incl. orbita |
| -------------------------------- | ------------- | -------- | ------------- | ------------- | ------------ | ------------ |
| b                                | 3,24±0,32 M⊕  | 1,47 R⊕  | 0,838 giorni  | 0,0169 UA     | 0            | 84,8°        |
| c                                | 11,29±1,24 M⊕ | 2,355 R⊕ | 45,294 giorni | 0,241 UA      | 0,136        | 89,623°      |
| d                                | ≥12±2,15 M⊕   | —        | 151,06 giorni | 0,5379 UA     | 0,19         | —            |
| Diagramma artistico del sistema. |               |          |               |               |              |              |